# 巴拉圭河

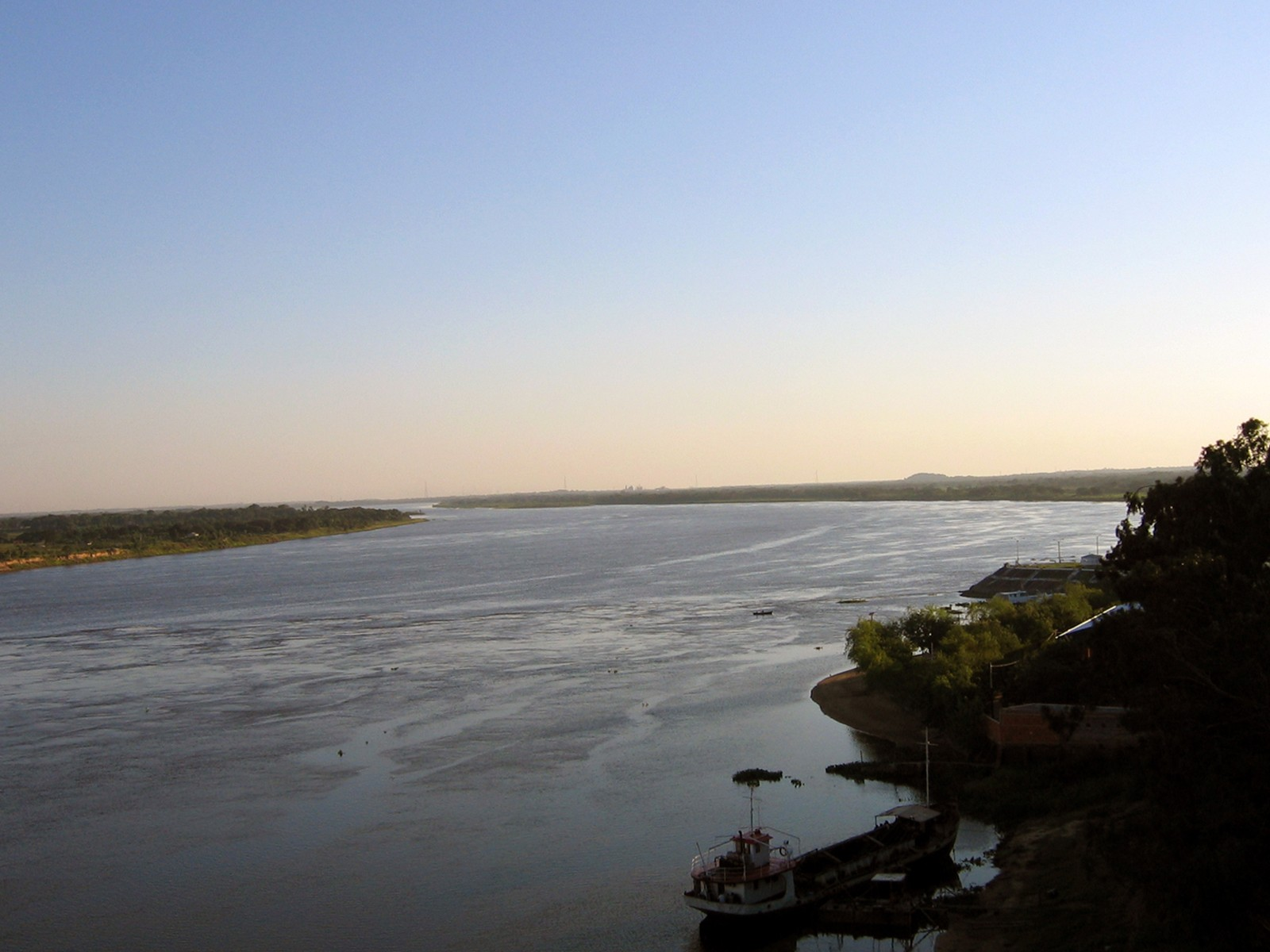
巴拉圭河

巴拉圭河（西班牙語：Rio Paraguay，葡萄牙語：Rio Paraguai）是南美洲中南部的一條重要河流，巴拉那河(Parana River)主要支流。它流經巴西和巴拉圭，是巴西與玻利維亞、巴拉圭與巴西和巴拉圭與阿根廷的邊界河。它起源於巴西的馬托格羅索州，在阿根廷的科連特斯市北注入巴拉那河，全長2695公里。

## 流经
巴拉圭河發源於巴西馬托格羅索省迪亚曼蒂努南。它向西南流過巴西的卡塞雷斯市，然後轉向南，流過潘塔納爾濕地和科倫巴市後成為巴西與玻利維亞的一小段邊界河。
然后它又成为巴拉圭和巴西的边界河，这样它向南继续流约220千米。
此後巴拉圭河緩慢地向南東南方向轉，由北向南貫穿巴拉圭中部，在流過巴拉圭中部後又重新轉向西南方向。巴拉圭被巴拉圭河分為東西兩個非常不同的部分：西部的大查科地區人煙稀少，半乾旱，東部則是森林地區，巴拉圭98%的居民住在這裡。因此巴拉圭河是巴拉圭最重要的一個地理現象。
巴拉圭河流过巴拉圭中部约400千米后皮科馬約河注入巴拉圭河，然后它流经巴拉圭的首都亚松森，成为巴拉圭与阿根廷的边界河，这样它继续向南西南方向流275千米后注入巴拉那河。

## 利用
巴拉圭河与巴拉那河一起组成了南美洲中部的最重要的河流，其流域从巴西南部、玻利维亚的部分经过整个巴拉圭一直延续到乌拉圭和阿根廷的北部。不像当地其它许多河流那样，巴拉圭河上没有用于水利发电的坝，因此它有很长一段可以通航。巴拉圭河是南美洲即亚马孙河后第二长的可以通航的河流，因此它是一条非常重要的水道，将内陆的巴拉圭与大西洋相连。它的流域上有许多重要的城市如巴拉圭的亚松森、康塞普西翁和阿根廷的福莫萨。
巴拉圭河上的渔业和它为灌溉提供的水也是非常重要的经济因素。

## 争议
巴拉圭河是潘塔纳尔沼泽地最重要的水来源，虽然潘塔纳尔沼泽地不像亚马孙河流域那样知名，但它是世界上最大的热带沼泽地生态系统。因为巴拉圭河重要的经济价值，它对巴西、阿根廷和巴拉圭等国家有重要的经济和工业发展的战略地位。
1997年这些国家决定将巴拉圭河发展为一条工业水道来减轻这个地区向外出口（主要是豆芽）的运输费用。这个计划包括在水道上建立水电站和坝，以及在巴拉圭的流域改善和直化水道，去除礁石，建立运河等。
研究证明这些措施将使巴拉圭河水位降低，对潘塔纳尔沼泽地造成极大的威胁。虽然如此沿岸国家决定实行他们的计划。环境保护组织对沿岸居民的宣传迫使政府暂时将这个计划搁置和讨论一个新计划。目前这个新计划还在讨论中，其结果和对潘塔纳尔沼泽地的影响还不清楚。